# Марк Джонстон-Аллен
Ма́рк Джо́нстон-А́ллен (англ. Mark Johnston-Allen., нар.28 грудня 1968 у Бристолі, Англія) - англійський колишній професіональний гравець у снукер.

## Кар'єра
Марк відомий насамперед тим, що дуже добре грав з провідними снукеристами мейн-туру. Зокрема, він виграв всі свої три матчі, проведених проти Стівена Хендрі . Найкращими досягненнями Джонстон-Аллена стали півфінал Tailand Open 1995  і фінали European Open 1991 та 1992 років  . На чемпіонаті світу 1992 року Марк Джонстон-Аллен вийшов до 1/16 фіналу, але програв Тоні Ноулзу з рахунком 4:10.  Два сезони поспіль (1992/93 та 1993/94), Марк входив до Топ-32 офіційного рейтингу, посідаючи 31 місце .
Після завершення кар'єри він коментував снукер на телеканалі Sky Sports, а також працював як MC на змаганнях зі снукеру.

## Рейтингові фінали
| Досягнення | №  | Рік  | Змагання          | Суперник    | Рахунок |
| ---------- | -- | ---- | ----------------- | ----------- | ------- |
| Фіналіст   | 1. | 1991 | European Open     | Тоні Джонс  | 7–9     |
| Фіналіст   | 2. | 1992 | European Open (2) | Джиммі Вайт | 3–9     |